# Kwame Nkrumah

Kwame Nkrumah afgebeeld op een postzegel van de Sovjet-Unie.

Kwame Nkrumah (Nkroful, 21 september 1909 – Boekarest, 27 april 1972) was de leider van Ghana en zijn voorgangersstaat, de Britse Goudkust, van 1952 tot 1966. Nkrumah hield toezicht op de onafhankelijkheid van Ghana van de koloniale heerschappij van de Britten in 1957 en was de eerste president en eerste premier van Ghana. Ook was hij een invloedrijke voorstander van panafrikanisme, een van de oprichters van de Organisatie van Afrikaanse Eenheid en de winnaar van de Internationale Lenin-Vredesprijs in 1962.

## Kindertijd en studie
Nkrumah was de zoon van een goudsmid en zijn eerste vrouw, in de Nzima-taalgroep in de zuid-westelijke hoek van Ghana. In tegenstelling tot de meeste van zijn leeftijdgenoten doorliep hij alle 7 jaren van de basisschool van Half Assini. Hij werd er ook leerling-leraar. In 1926 ontving de school het bezoek van dominee A.G. Fraser, directeur van de 2 jaar eerder opgerichte lerarenopleiding in Achimota nabij Accra. Fraser beval de 17-jarige Kwame Nkrumah aan voor toelating tot Achimota. Die studeerde daar 4 jaar en werd vervolgens leraar in verschillende scholen.
Kwame Nkrumah, wiens werkelijke naam Francis Nwia Kofi luidde, studeerde vanaf 1930 als leraar.
Mede op aanraden van Nnamdi Azikiwe, de latere president van Nigeria, reisde hij in 1935 naar de Verenigde Staten met het doel er te studeren. Hij had geen studiebeurs en trok op goed geluk naar Londen om er een Amerikaans inreisvisum aan te vragen. Tijdens de reis naar New York knoopte hij vriendschap aan met een Nederlandse theologiestudent. Later zou Nkrumah nog regelmatig preken in een Baptistische kerk in Philadelphia.
Hij had vanuit Goudkust en vanuit Liverpool de decaan van Lincoln University in Pennsylvania aangeschreven en werd twee maanden na het begin van het academiejaar toegelaten op voorwaarde dat hij goed zou presteren op de komende examens voor eerstejaars; dat deed hij ook en ontving een beurs. Zo kon hij wat geld verdienen als assistent in de bibliotheek. In de schoolvakanties moest hij harder werken, onder meer in een zeepfabriek, als kelner aan boord van schepen en als arbeider op een scheepswerf. Hij haalde goede examenresultaten en studeerde in 1939 af met een graad in de economie en de sociologie. Om financiële redenen aanvaardde hij met tegenzin een aanbod als assistent-docent in de theologie en de filosofie. In 1942 behaalde hij een graad in de theologie. Ondertussen was hij naar de Universiteit van Philadelphia verhuisd, waar hij een master in de pedagogiek behaalde.
Nkrumah was zeer geschokt door de Italiaanse inval in Ethiopië. Ethiopië was met Liberia toentertijd het enige onafhankelijke land van Afrika. Tijdens de Tweede Wereldoorlog steunde hij de geallieerden.
Na de oorlog groeide het Afrikaanse nationalisme en de Afrikaanse eenheidsgedachte. Nkrumah trad spoedig op als pleitbezorger van het Afrikaanse nationalisme. Allereerst streefde hij de onafhankelijkheid na van zijn geboorteland Britse Goudkust (het latere Ghana). Hij zag dit slechts als een begin: daarna moesten in zijn visie alle andere Afrikaanse staten hun onafhankelijkheid verkrijgen en de zwarte Afrikaanse staten moesten een statenbond vormen op socialistische grondslag.

## Onafhankelijkheid van Ghana
In mei 1945 verliet hij de Verenigde Staten en voegde zich in Londen bij een groep zwarte antikolonialisten. Aan de zijde van George Padmore organiseerde hij het Panafrikaans Congres van Manchester, dat opriep tot het onmiddellijke einde van de Europese koloniale overheersing in Afrika en de Caraïben.
In 1947 werd hij uitgenodigd voor de positie van secretaris-generaal van een politieke beweging met de naam "The United Gold Coast Convention" (UGCC) voor het toen riante salaris van 100 Britse Pond en een dienstwagen. De organisatie was in augustus 1947 opgericht door een elite van academici, rijke handelaars, boeren en leiders, waarvan niemand zijn carrière wou opgeven voor het organiseren van de beweging. Deze oligarchen beseften dat hun legitimiteit om toegevingen van de koloniale gouverneur af te dwingen, afhing van de steun van het volk. Zonder het met zoveel woorden toe te geven, dachten ze dat een dorpeling van nederige afkomst met een reeks universitaire diplomas en wat organisatietalent dat wel zou klaarspelen.
Nkrumah aarzelde, omdat de UGCC hem conservatief leek en haar leiders arrogant en kortzichtig, maar na aandringen van de eerste voorzitter Dr. J.B. Danquah aanvaardde hij de post. Op 4 november 1947 verliet hij Londen samen met zijn kameraad Kojo Botsio, de penningmeester van de studentenvereniging. In Liverpool werd hij nog lang door de veiligheidsdiensten ondervraagd over zijn banden met de communistische partij. Bij aankomst in de haven van Takoradi ging hij incognito van boord om de politie te ontwijken.
In 1949 brak hij met de UGCC en stapte met de jeugdbeweging van die partij en enkele medestanders uit de partij en richtte de Convention People's Party (CPP) op. De CPP was veel radicaler dan de UGCC, deze laatste partij streefde een dialoog na met de Britse koloniale overheerser. De CPP wilde directe onafhankelijkheid.
In 1951 won de CPP de verkiezingen van Goudkust, maar enige dagen later werd Nkrumah gearresteerd wegens agitatie tegen het Britse regime. In 1956 won de CPP weer de verkiezingen. De Britten lieten Nkrumah vrij op voorwaarde dat hij de 'onafhankelijkheid nú' eis liet vallen. Hij was hiertoe bereid en werd vervolgens premier van Goudkust. Op 6 maart 1957 werd Goudkust onder de naam Ghana onafhankelijk, als eerste in de periode van dekolonisatie na de Tweede Wereldoorlog in Sub-Saharisch Afrika. In 1960 werd Ghana een republiek en Nkrumah de eerste president.

## Politiek
Nkrumahs doel was Ghana opbouwen tot een voorbeeld voor Afrika door middel van de Akosombodam bij het Voltameer. De financiering was oorspronkelijk in samenwerking met de Britten, maar werd later overgenomen door het Amerikaanse aluminiumbedrijf Kaiser en de Wereldbank. Gedurende de bouw van de dam werd de regering van Nkrumah steeds corrupter en toen de Akosombodam klaar was op 26 januari 1966 was Ghana bijna bankroet.
Nkrumahs regeerstijl was bijzonder autocratisch. Reeds in 1964 werd de Union Party, de enige oppositiepartij, verboden en werd het land een eenpartijstaat met de Convention People's Party (CPP) van Nkrumah als enige toegelaten partij en president voor het leven. Nkrumah liet zich de Osagyefo, de 'Verlosser' noemen. Overal in het land werden standbeelden van Nkrumah opgericht en ontstond er een persoonsverheerlijking. Nkrumah werd steeds minder geliefd in zijn land. Veel mensen zagen hem liever gaan dan komen. In 1966, terwijl Nkrumah een staatsbezoek bracht aan Noord-Vietnam en de Volksrepubliek China, pleegde het leger een staatsgreep. Nkrumah ging daarop in ballingschap in het buurland Guinea van president Ahmed Sékou Touré. Touré was net als Nkrumah een overtuigd pan-Afrikaan. Nkrumah werd co-president van Guinea.
Enige jaren later vertrok Nkrumah naar Roemenië om te worden behandeld voor kanker. Hij overleed op 27 april 1972 in Boekarest aan de gevolgen van leverkanker. Zijn stoffelijke overschot werd drie dagen later overgevlogen naar de Guinese hoofdstad Conakry, waar hij sinds februari 1966 in ballingschap had gewoond.
Na zijn dood werd hij uiteindelijk toch nog geëerd door Ghana. Bovendien werd een dag gehouden voor zijn overlijden en kreeg hij een rustplaats in Accra waar zijn monument werd geplaatst.
Bij veel pan-Afrikanen staat Nkrumah ondanks zijn autoritaire regeerstijl nog steeds in hoog aanzien. Mede dankzij de inzet van Nkrumah bereikte Ghana als eerste koloniaal land in Zwart-Afrika de volledige onafhankelijkheid van de kolonisator. Daarmee zette Ghana de trend: tussen 1957 en 1980 werden alle Afrikaanse landen onafhankelijk.

## Herdenkingsdag
In Ghana wordt Kwame Nkrumah Memorial Day jaarlijks gevierd op 21 september.

## Uitspraken
- "(Afrikaans socialisme) is de sociale synthese van de verzoening van de moderne technologie en menselijke waarden" en "de verdediging van het leven in gemeenschap in een moderne setting."[4]
- "In communautaire samenlevingen is socialisme geen revolutionair credo, maar een herformulering in modern taalgebruik van de onderliggende principes van het gemeenschapsleven. De mens wordt in Afrika beschouwd als een geestelijk wezen, een eigenstandig wezen dat met een zekere eigenwaarde, integriteit en waardebesef is begiftigd (...) Hierin ligt de theoretische basis van het Afrikaans communitarisme."
- "Ik ben een non-denominaal Christen en een marxistisch socialist."

## Werken
- Towards Colonial Freedom
- What I mean by Positive Action, Accra 1949
- Ghana. Autobiography of Kwame Nkrumah, 1957, herdruk 1970
- I speak of Freedom: a Statement of African Ideology, New York 1964
- Africa must unite, 1963
- Consciencism. Philosophy and Ideology for Decolonization and Development
- Neocolonialism, the last stage of Imperialism, 1965
- Challenge of the Congo, 1967
- Dark Days in Ghana, New York 1968
- Handbook of Revolutionary Warfare, 1968
- Two Myths: African Socialism revisited and The Myth of the Third World
- Aflevering 5 Black Power uit de Pandora's Box documentaires, BBC, 1992